# Isla del Sol
Die Isla del Sol (deutsch „Sonneninsel“, Quechua Titiqaqa wat’a) ist eine zu Bolivien gehörende Insel im Titicacasee. Im 15. und 16. Jahrhundert war der übliche Name für die Insel Titicaca-Insel (siehe Titicacasee#Herkunft des Namens). Die Insel ist in drei Gemeinden geteilt, Ch'allapampa im Norden, Ch'alla im Zentrum und Yumani im Süden. Auf ihr leben etwa 2000 Menschen. Die Insel ist 14,3 km² groß und 1 km vom Festland, der Copacabana-Halbinsel, entfernt. Die höchste Erhebung der Insel (Cerro Chequesan) ist 4.075 m hoch (sie erhebt sich also 265 m über das Niveau des Titicacasees). Die Insel galt sowohl für die Tiwanaku als auch die Inka als heilig und beherbergte einst zahlreiche Heiligtümer und Schreine.

## Geschichte
Der ursprüngliche Name der Insel lautete Titicaca, nach dem später auch der Titicacasee benannt wurde. Die Herkunft des Namens ist nicht sicher.
In der Mythologie der Inka soll der Sonnengott Inti seine Kinder, den ersten Inka Manco Cápac und seine Frau Mama Ocllo, auf einem Felsen der Isla del Sol zur Erde gelassen haben. Somit spielt die Isla del Sol in der Mythologie der Inka eine sehr große Rolle.
Eine weitere Insel im Titicacasee, die mit der Inka-Mythologie verbunden ist, ist die Isla de la Luna (dt. Mondinsel; ursprünglich „Coati- oder Koati-Insel“).

## Archäologische Stätten
In Yumani befinden sich Inka-Treppen und der Inkabrunnen. Südöstlich von Yumani befinden sich die Inka-Ruinen Pilkokaina. In Ch'allapampa gibt es ein Goldmuseum und die Inka-Stätte Chinkana. Etwas außerhalb, zwischen Ch'allapampa und Ch'alla befinden sich die Ruinen und der heilige Felsen Titikala.
Zudem gibt es 28 archäologische Stätten des Tiwanaku-Staats auf der Insel.

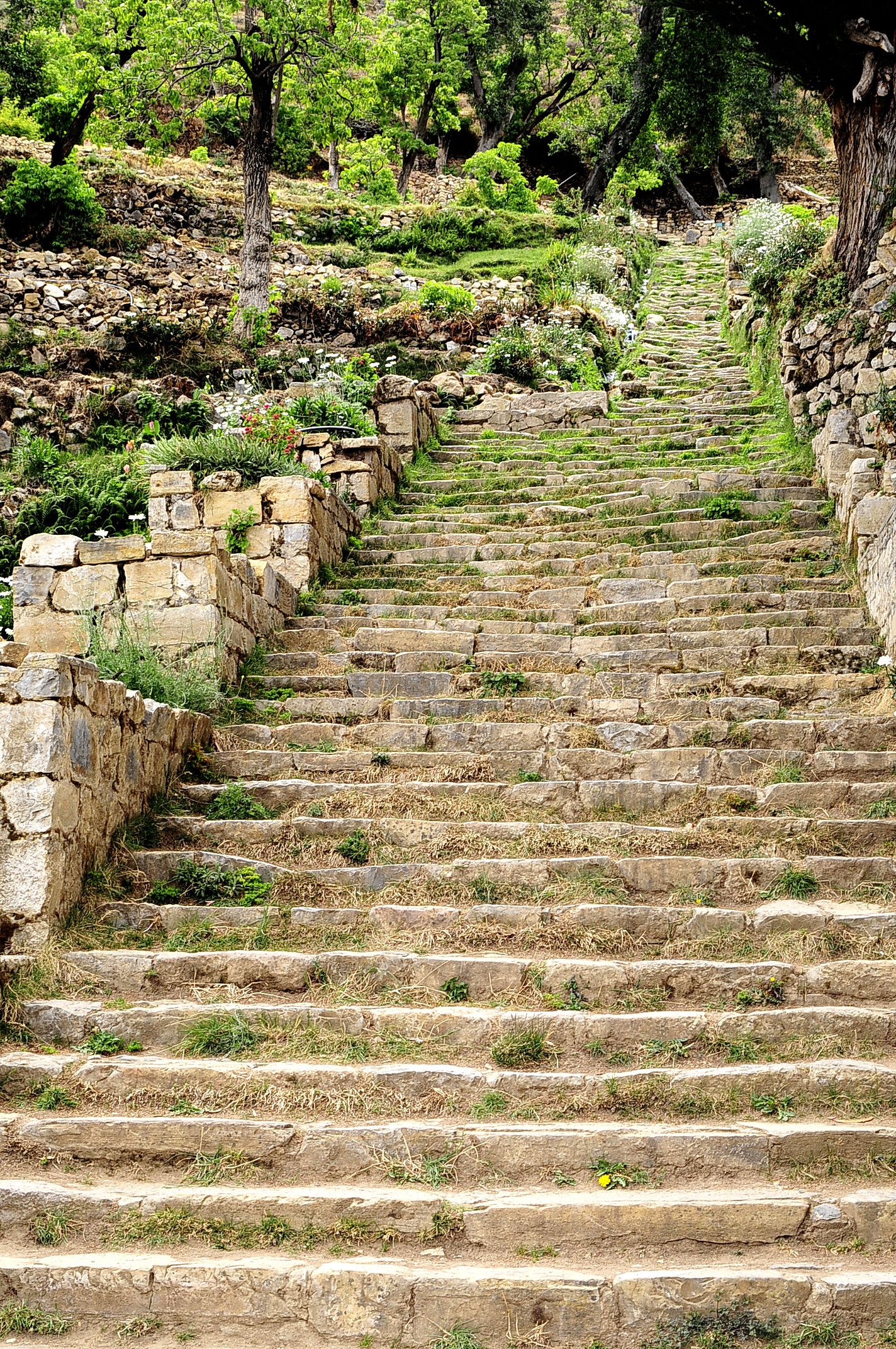
Inka-Treppen in Yumani
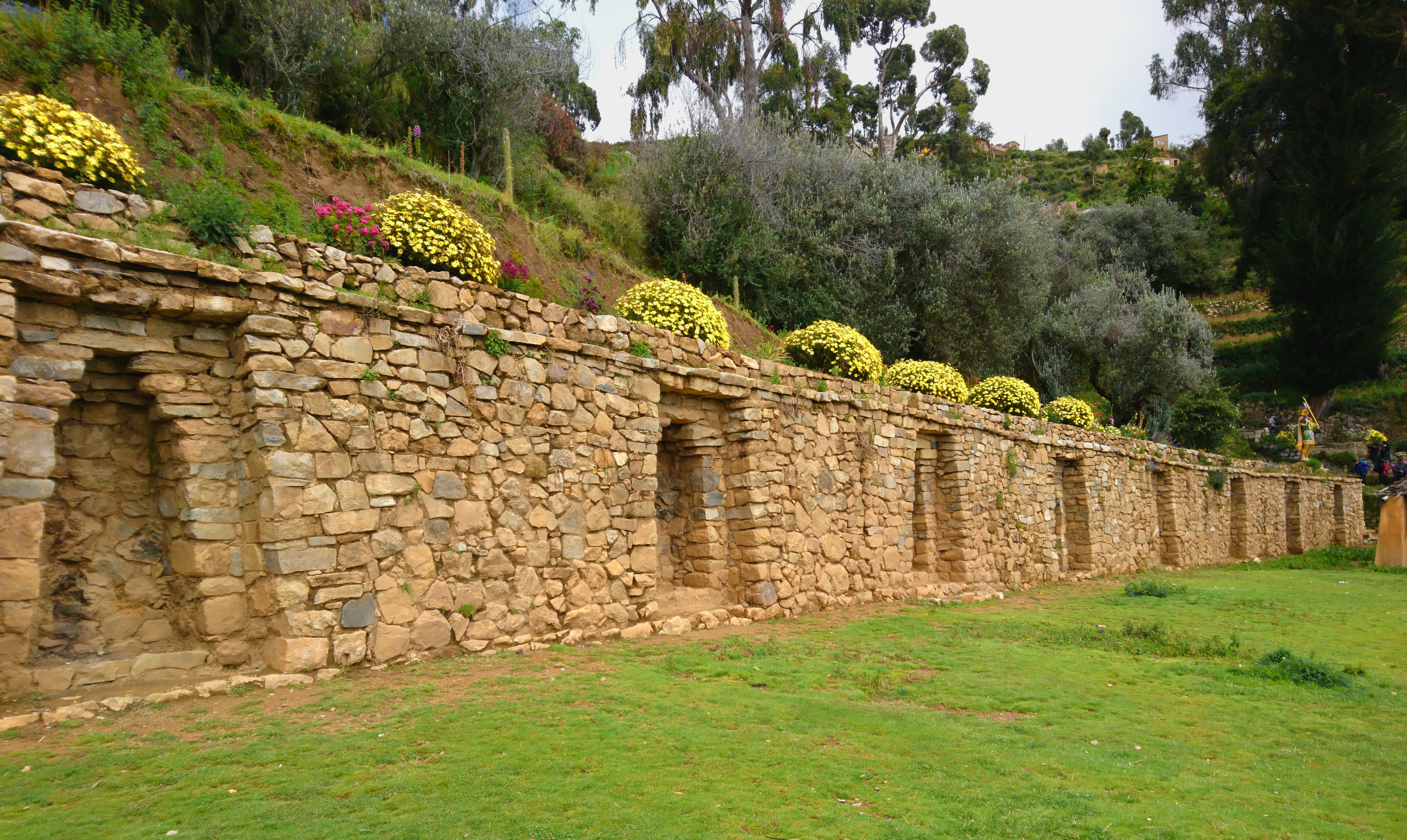
Inka-Mauern in Yumani
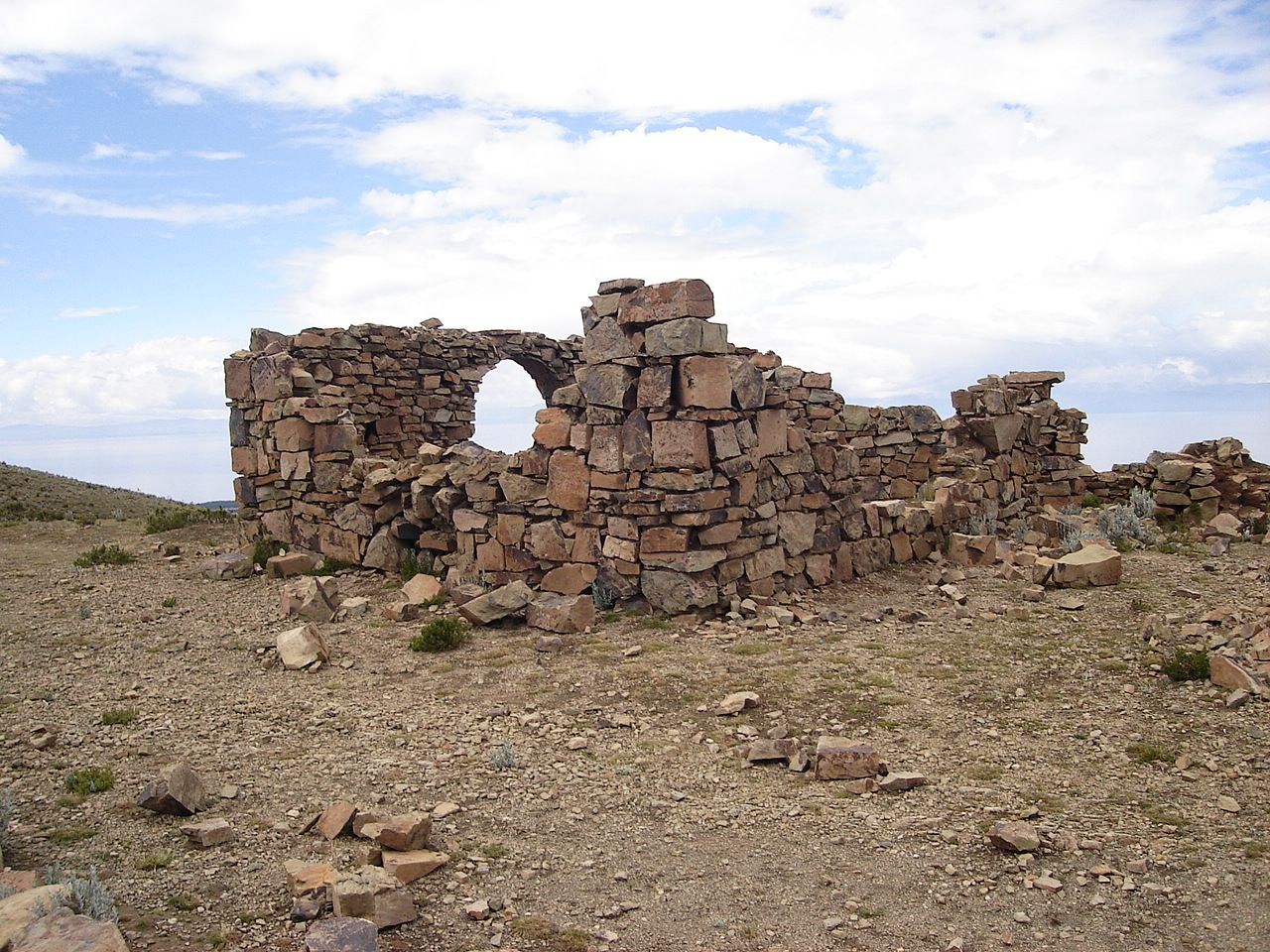
Ruine
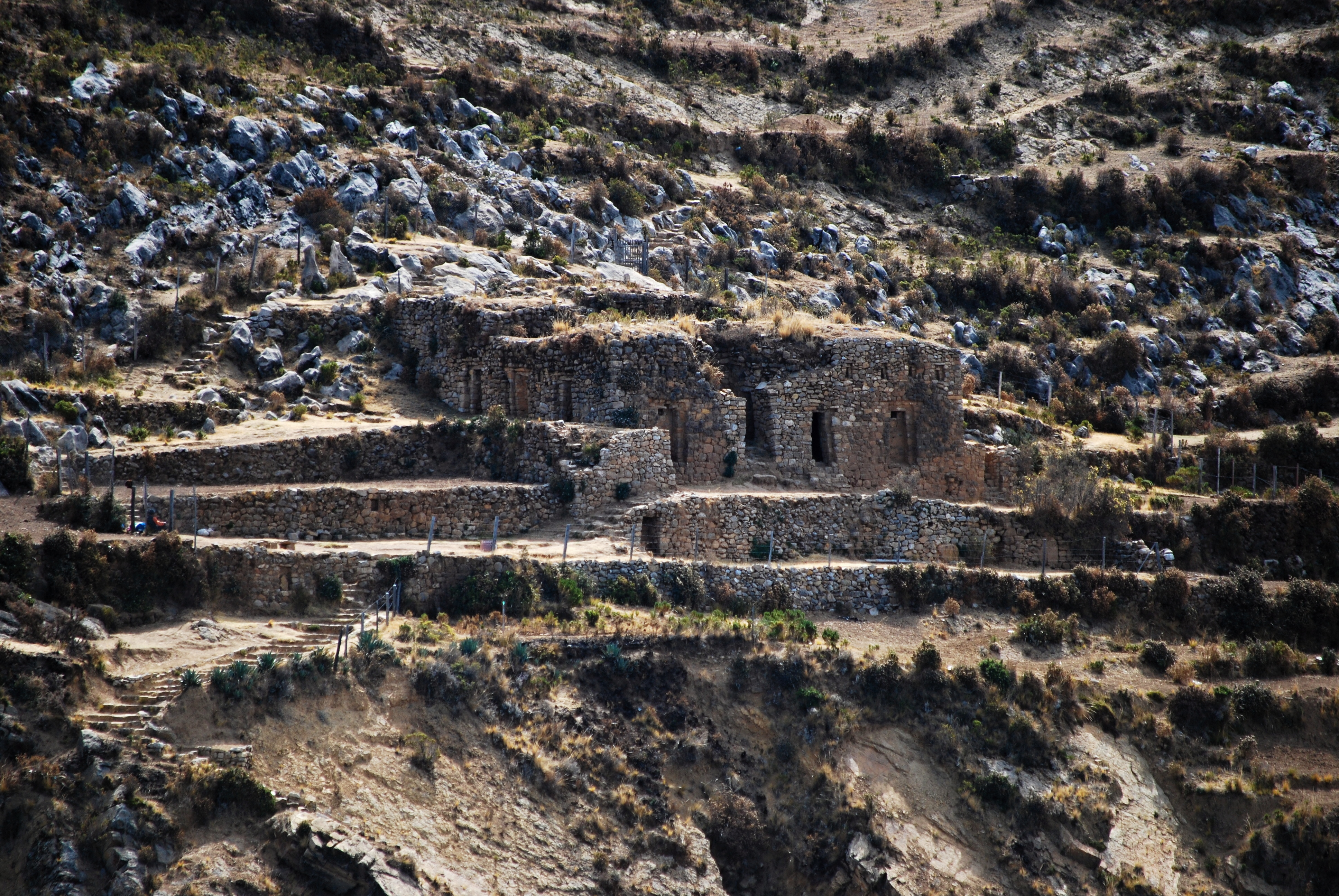
Pilkokaina
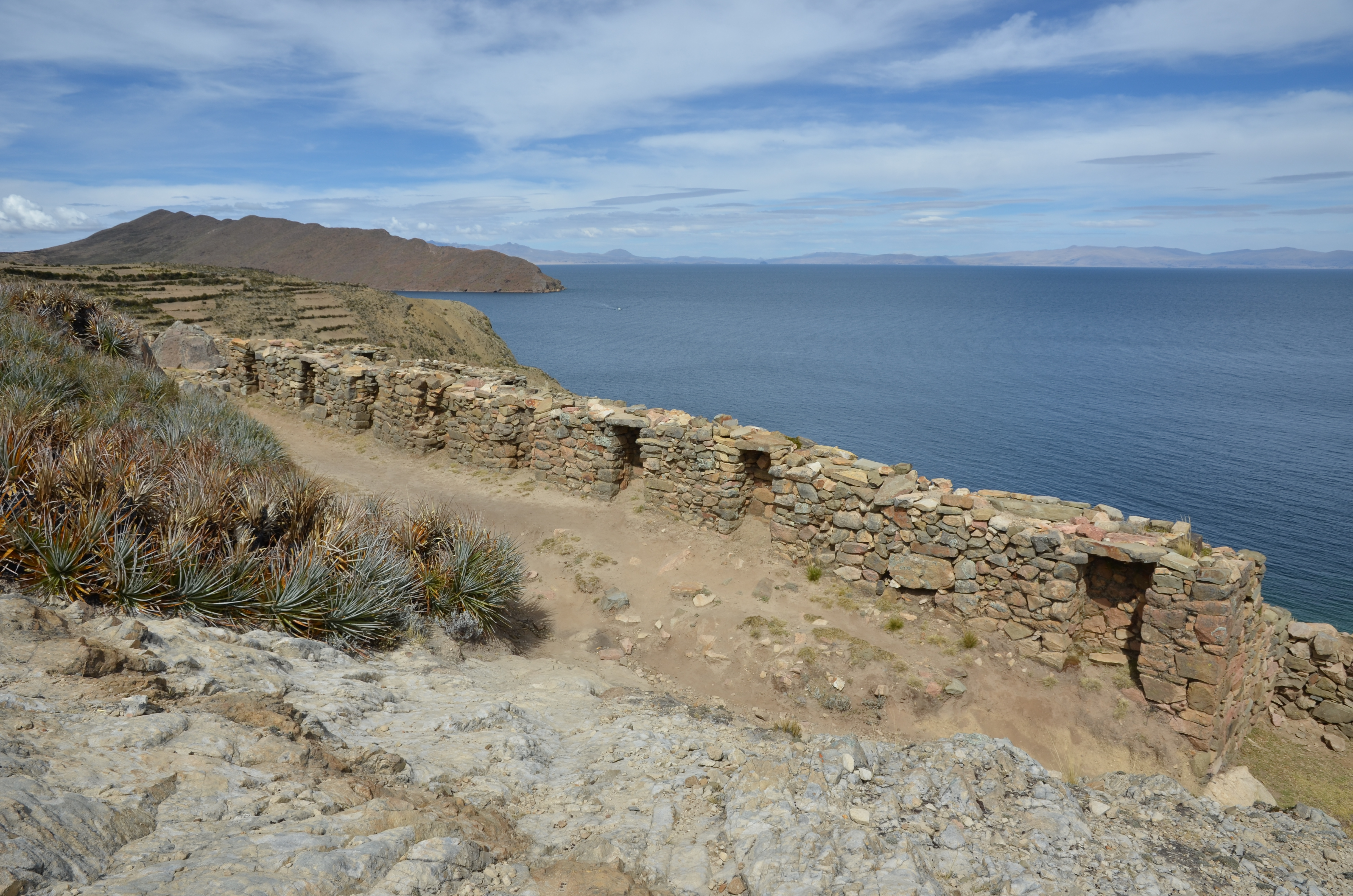
Chinkana
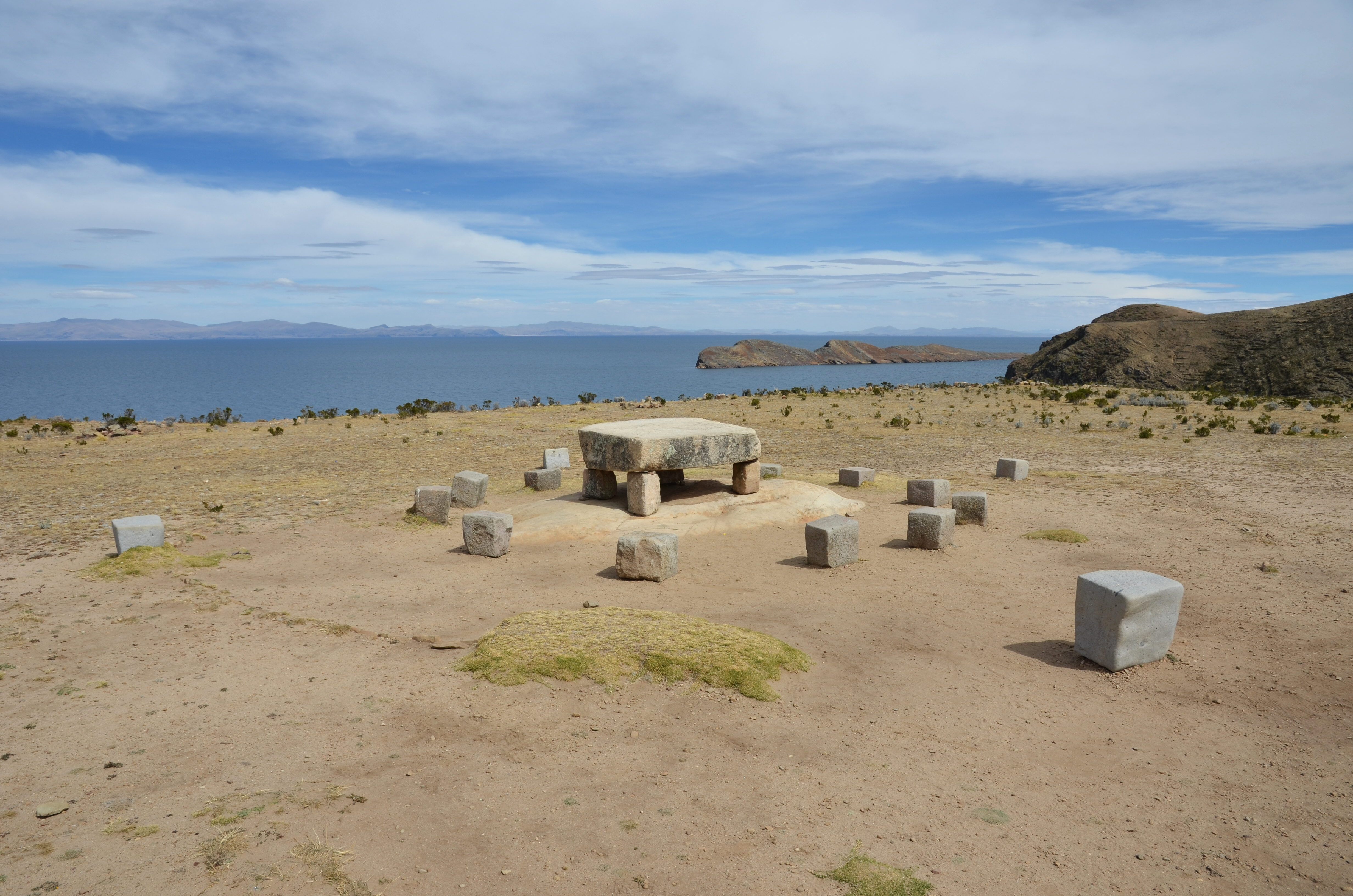
Opferstein
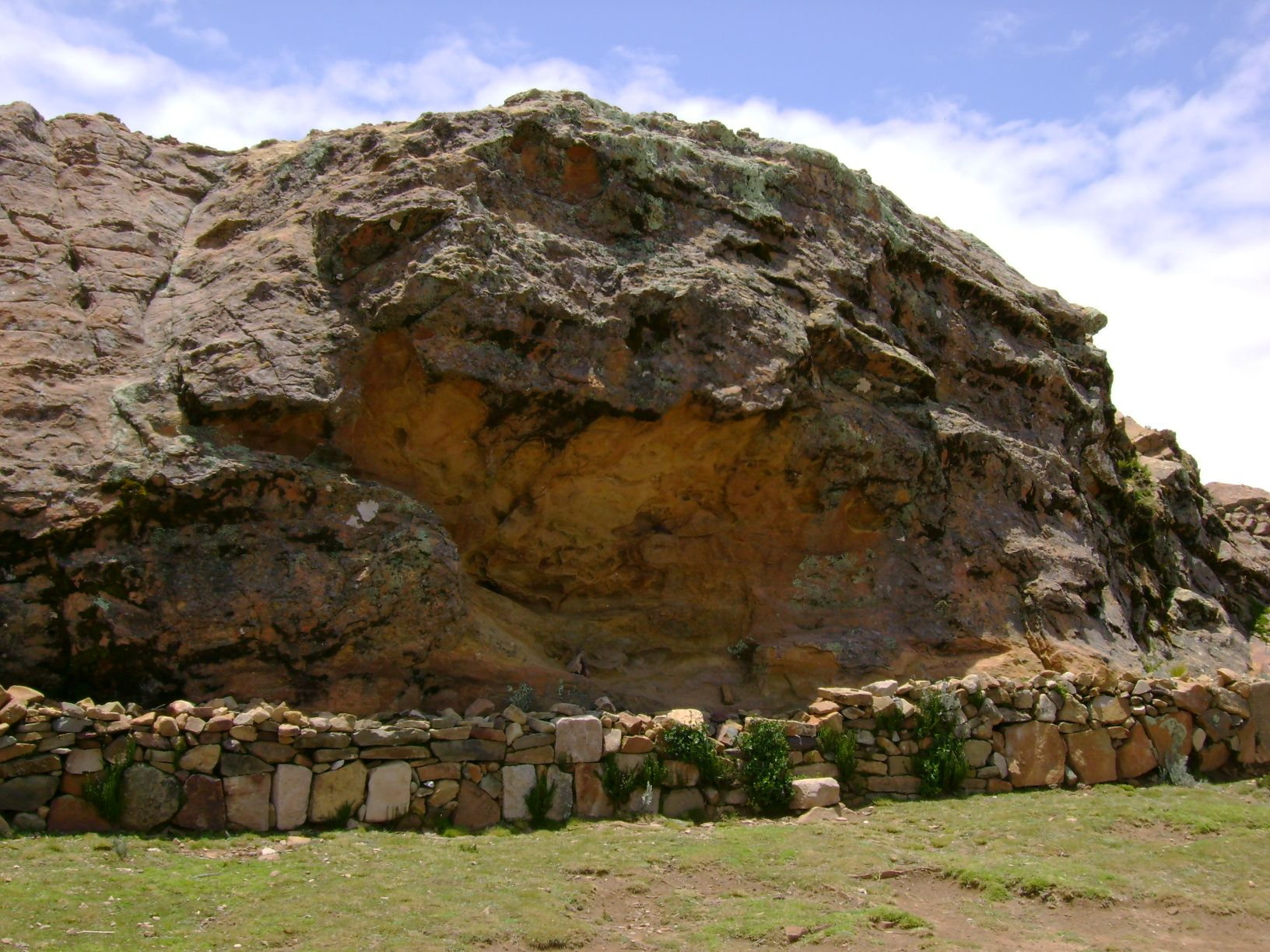
Heiliger Felsen
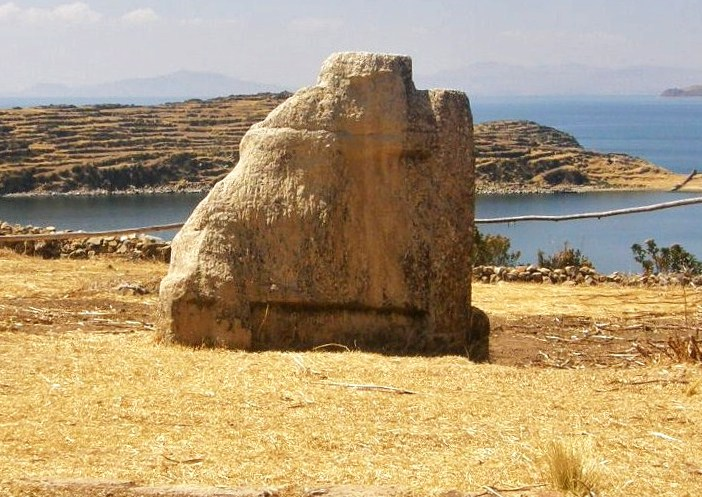
Weiterer heiliger Felsen
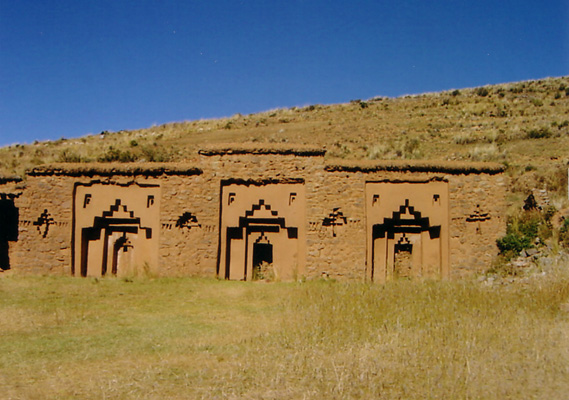
Iñak Uyu auf der nahegelegenen Koati-Insel

## Konflikt zwischen Challa und Challapampa
2017 wurde der zentrale und nördliche Teil der Insel aufgrund eines Konfliktes zwischen den Gemeinden Ch'alla und Challapampa für den Tourismus gesperrt (siehe auch Chinkana#Rolle der Ruinen im Streit zwischen Challa und Challapampa). Der Streit entbrannte im Februar 2017 um Hütten, die nahe dem Ruinenkomplex erbaut wurden und nach Ansicht der Gemeinde Ch'allapampa die Ruinen gefährden. Infolge des ungelösten Konfliktes wurden Touristen von der Gemeinde Ch'alla zeitweise daran gehindert, Ch'allapampa per Boot oder zu Fuß zu erreichen. Heutzutage ist die Insel wieder vollständig für den Tourismus freigegeben.